# Tension pieces
Tension pieces is een tweedelig artistiek kunstwerk in Amsterdam-Zuidoost.
De kunstenaar Shlomo Koren ontwierp in 1977 voor de twee toegangen van Metrostation Holendrecht (in 2004-2008 omgebouwd tot Station Amsterdam Holendrecht) een tweeluik. Het ene bevindt zich tegen het talud tussen beide viaducten van de Nieuwegeinmetrobrug, de noordelijke toegang tot het station. Zes aan de bovenzijde bevestigde cortenstalen platen krullen van links naar rechts steeds verder van de geel en blauw betegelde wand. Het lijkt een aanloop of een vervolg op het andere. Dat bevindt zich aan het andere eind van het station in het talud tussen de twee viaducten van de Meibergpadmetrobrug. Hier zijn opnieuw zes cortenstalen platen bevestigd tegen de geel en blauw betegelde wanden. Echter hier zijn de platen zowel aan de boven- als onderzijde tegen de wand bevestigd. Omdat de platen van links naar rechts langer worden, bollen ze vanwege hun toenemende lengte en de druk op. Ze zijn hier “getemd” of aan de andere zijde juist losgelaten. Het is aan de kijker te beoordelen. Ook kan de kijker zelf een indruk maken of hij of zij ziet of de platen steeds verder vastgezet zijn of juist losgelaten worden en elk van de twee "beelden" afzonderlijk.

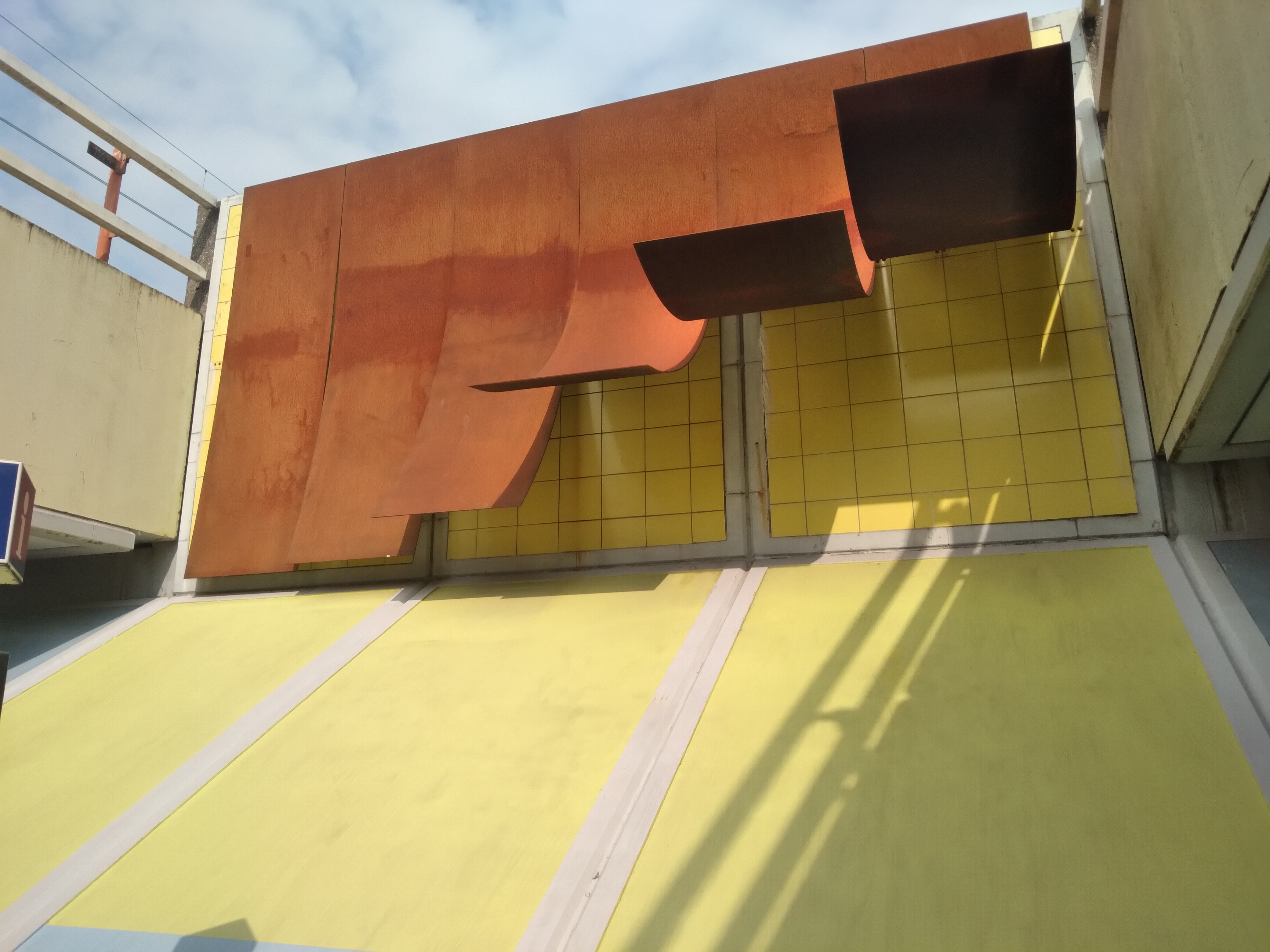
Noordelijk deel (augustus 2021)

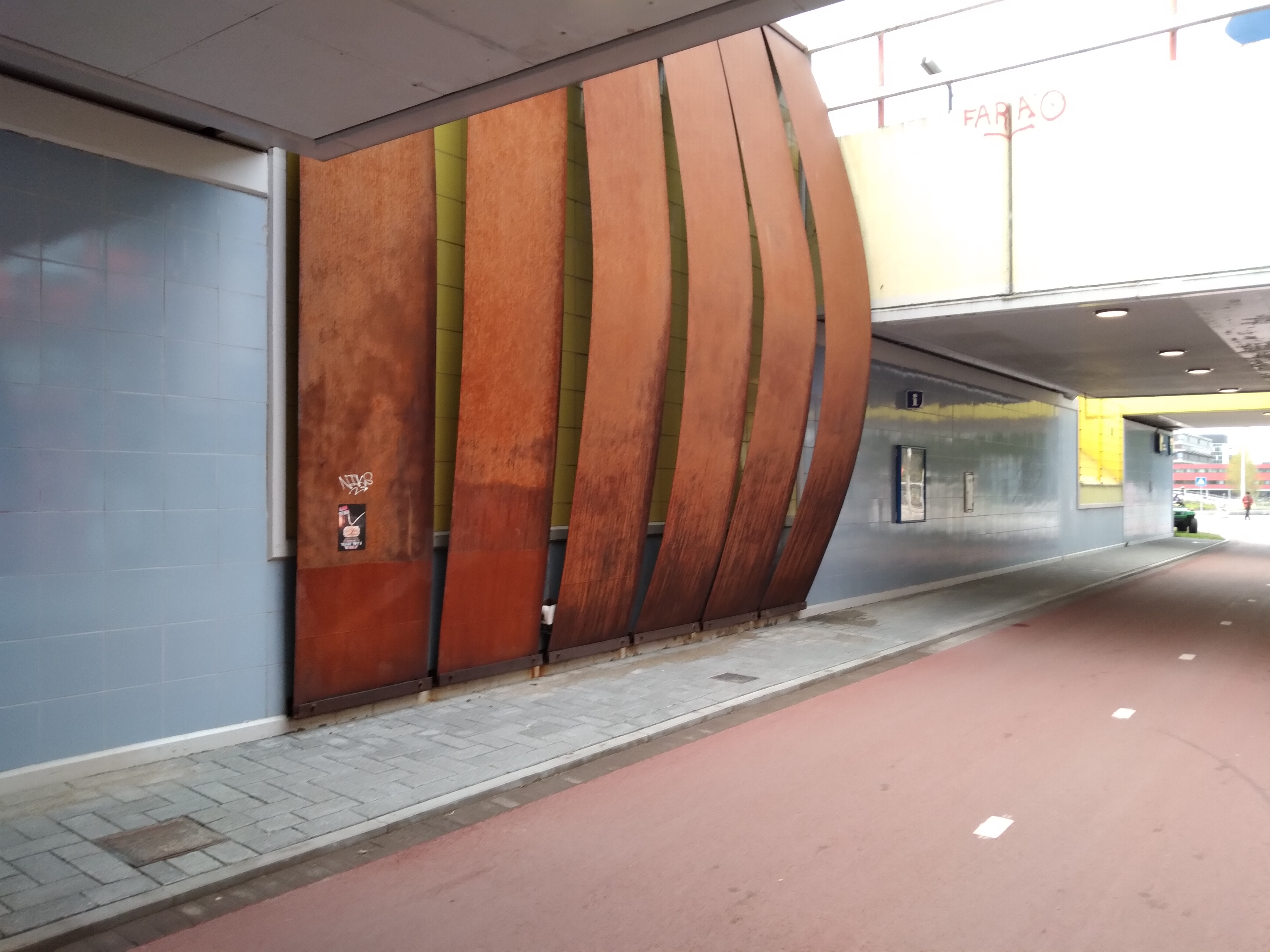
Zuidelijk deel (september 2021)